# Clairoix
Clairoix é uma comuna francesa na região administrativa de Altos da França, no departamento de Oise. Estende-se por uma área de 4,7 km². Em 2010 a comuna tinha 2 236 habitantes (densidade: 475,7 hab./km²).